# Anolis krugi
Anolis krugi (оливковий кущовий аноліс) — вид ігуаноподібних ящірок родини анолісових (Dactyloidae). Ендемік Пуерто-Рико.

## Поширення і екологія
Оливкові кущові аноліси широко поширені на острові Пуерто-Рико. Вони живуть на узліссях тропічних лісів, серед чагарників, папоротей і ліан, трапляються на кавових плантаціях. Зустрічаються на висоті до 1205 м над рівнем моря. Живляться безхребетними. Відкладають яйця.

## Збереження
МСОП класифікує цей вид як такий, що перебуває на межі зникнення. Anolis krugi загрожує знищення природного середовища.